# Enderleinellus puvensis
Enderleinellus puvensis är en insektsart som beskrevs av Blagoveshtchensky 1972. Enderleinellus puvensis ingår i släktet Enderleinellus och familjen ekorrlöss. Inga underarter finns listade i Catalogue of Life.